# Casa a la plaça Porxada, 20 (Granollers)
La Casa a la plaça Porxada, 20 és una obra renaixentista de Granollers (Vallès Oriental) protegida com a Bé Cultural d'Interès Local.

## Descripció
Es tracta d'un edifici de tres façanes que consta de planta baixa, pis i golfa, amb coberta a dues vessants. Adossada a la façana migdia hi ha una font pública. Una finestra coronella a la mateixa façana (primer pis). La esmentada façana es troba arrebossada, mentre que la part baixa de la façana de migdia és de pedra.

## Història
Edifici situat a la pl. de la Porxada, al mig del nucli medieval de la vila, lloc on se celebra tradicionalment el mercat dels dijous. Al mercat granollerí se'n fa referència ja en un document del 1040. la seva influència fou decisiva, puig que fomentà l'aparició de la petita burgesia i de la menestralia.
El nucli urbà es forma a redós de la pl. de la Porxada i l'Església de Sant Esteve, dins el nucli emmurallat de l'antiga vila, fins al segle xvi.. Degut al creixement de la població, començà la xarxa de noves construccions fora muralles.